# Магда Гусман
Мария Магдалена Гусман Гарса (на испански: María Magdalena Guzmán Garza), по-известна като Магда Гусман (на испански: Magda Guzmán), е водеща мексиканска актриса.

## Биография и кариера
Мария Магдалена Гусман Гарса е родена на 16 май 1931 г. в Салтильо, Коауила де Сарагоса, в семейството на журналиста Хесус Гусман и Пети Гарса. Тя е сестра на Хесус, Сесар, Ана Мария и Роберто, който също впоследствие също става актьор. Основното си образование завършва в училище „Мигел Лопес“, което се намира в родния ѝ град. По време на юношеските ѝ години семейството се премества в столицата Мексико. Учи актьорско майсторство в Националния институт по изящни изкуства и литература и в Академията по кинематографично изкуство. Още от детските си години Магда Гусман показва страстта си към театъра; пробивът ѝ на сцената е едва на 10-годишна възраст, участвайки във филма Младоженска нощ, а на театралната сцена дебютира малко преди това – в постановката Жана Д'Арк на огъня.
В края на 40-те години на XX век кариерата ѝ започва да набира сила, като играе във филма от 1948 г. Тарзан и русалките. През 50-те години тя се утвърждава като актриса, играейки заедно с велики фигури като Педро Инфанте в Животът не струва нищо (1955) и Ернесто Алонсо в С кого излизат дъщерите ни? (1956). През следващите десетилетия тя продължава да участва в заглавия като Брачно доверие (1961), партнирайки си с Аугусто Бенедико, Защо се родих жена? (1970) заедно със Сара Гарсия, Андрес Солер и Пруденсия Грифел, Площадът на Пуерто Санто (1978), където поделя сцени с Ектор Суарес и Педро Армендарис-младши.
Тя е сред пионерите в мексиканската телевизия. Дълъг е списъкът от теленовели, в които участва Магда Гусман. Едни от най-известните заглавия са: Любовта беше грехът ѝ (1960), режисирана от Рафаел Банкелс, Марианела (1961), Марина Лавайе (1965), режисирана от Ернесто Алонсо, Анита де Монтемар (1967), Водачите (1968), Младата госпожа (1972), Следвай ме (1977), В края на дъгата (1982), Сватби по омраза (1983), Ти или никоя (1985), последните две са режисирани от Хосе Рендон, Дивата Роза (1987), режисирана от Беатрис Шеридан, Валерия и Максимилиано (1991), режисирана от Луис Велес, Узурпаторката (1998), режисирана от Беатрис Шеридан, като в първата част на продукцията външните сцени са режисирани от дъщеря ѝ Карина Дупрес, Без грях (2001), Пробуждане (2005), режисирана от Моника Мигел, В името на любовта (2008), режисирана от Карина Дупрес, и Да обичаш отново (2010), в тази теленовела играе злодейка, една от малкото ѝ отрицателни роли, и Смела любов (2012), режисирана от Лили Гарса.
Сред най-известните театрални постановки, в които участва, са: Играя, Доня Росита, самотницата, или езикът на цветята, Момичетата от клуба и Харпиите.
Сред признанията за нейната работа са двете ѝ номинации за награда „Ариел“ съответно за най-добра актриса и най-добра поддържаща актриса за филмите Съмнението (1954) и Животът не струва нищо (1955). Освен това тя получава четири номинации за наградите TVyNovelas, като печели две от тях – и двете в категорията за най-добра първа актриса за теленовелите Ти или никоя (1985) и Да обичаш отново (2010).
Магда Гусман се омъжва за режисьора Емануел Дескалсо (Хулиан Дупрес), с когото има три деца – Карина, Херардо и Мирта Дескалсо Гусман. След развода си с него се омъжва за актьора Федерико Фалкон, от когото е четвъртото ѝ дете – Карлос. Бракът им продължава до 1981 г., когато Фалкон умира в злополука. Магда Гусман е баба на актрисата Магда Карина, дъщеря на Карина Дупрес, и е прабаба на актьора Крис Паскал, син на Магда Карина.
На 12 март 2015 г. Магда Гусман умира от сърдечен удар на 83-годишна възраст.

## Филмография

### Кино
- Петък на душите (2011) – Доня Чело
- Клуб за евтаназия (2005) – Доня Есперанса
- Къщата на Бернарда Алба (1982) – Понсия
- Династията на Дракула (1980) – Доня Ремедиос
- Площадът на Пуерто Сантос (1976)
- Защо се родих жена? (1970) – Леля Ернестина
- Процесът на Аркадио (1965)
- В търсене на смъртта (1961)
- Брачно доверие (1958)
- Маникомио (1957)
- Пламъци срещу вятъра (1956)
- С кого излизат дъщерите ни? (1956) – Беатрис
- Животът не струва нищо (1955) – Силвия
- В лице срещу вчерашния грях (1955)
- Росалба (1954)
- Съмнението (1953)
- Не забравяй да живееш (1952)
- Момичета в униформи (1950)
- Хема (1949)
- Тарзан и русалките (1948)
- Младоженска нощ (1941)

### Телевизия
- Смела любов (2012) – Рефухио Чавес
- Да обичаш отново (2010-2011) – Консепсион Кабрера вдовица де Еспиноса
- В името на любовта (2008-2009) – Руфина Мартинес
- Буря в Рая (2007-2008) – Йоланда
- Пробуждане (2005-2006) – Сара де Овиедо
- Мисия SOS (2004-2005) – Хустина Аранда
- Без грях (2001) – Ева Сантана
- Моята съдба си ти (2000) – Нина
- Ад в рая (1999) – Фернанда вдовица де Прего
- Узурпаторката (1998) – Фиделина
- Мария Исабел (1997-1998) – Директорката
- Все още те обичам (1996-1997) – Офелия
- Със същото лице (1995) – Росарио
- Валерия и Максимилиано (1991-1992) – Еухения Ландеро
- Белязаният час (1991) – Монха
- Балада за една любов (1989-1990) – Беатрис
- Замъгленото стъкло (1989) – Вирхиния
- Дивата Роза (1987-1988) – Томаса Гонсалес
- Черен списък (1986-1987) – Анхелика
- Какво се случва? (1986)
- Пленена (1986) – Аурелия
- Ти или никоя (1985) – Виктория вдовица де Ломбардо
- Сватби по омраза (1983-1984) – Кармен Мендоса вдовица де Муньос
- В края на дъгата (1982) – Елвира Балмори
- Странните пътища на любовта (1981-1982) – Антония Гера
- Момичето от квартала (1979-1980) – Роса
- Любовта идва по-късно (1979) – Елена
- Санта (1978)
- Следвай ме (1977-1978) – Есперанса
- Рина (1977) – Доня Чана
- Клетниците (1973-1974) – Г-жа Тенардие
- Младата госпожа (1972-1973) – Маура Монтиел
- Италианско момиче идва да се омъжи (1971-1973) – Аналия
- Моите три любови (1971-1972) – Консуело
- Котката (1970-1971) – Летисия
- Йесения (1970-1971) – Трифения
- Магдалена (1970) – Магдалена
- Оковани (1969)
- Водачите (1968-1969) – Хосефа Ортис де Домингес
- Село без надежда (1968-1969) – Емилия
- Женски затвор (1968)
- Анита де Монтемар (1967) – Карлота
- Ангелът в калта (1967) – Леонор де ла Уерта
- Горчиви сълзи (1967)
- Адриана (1967) – Адела
- Узурпаторът (1967) – Мария
- Половин коса (1966-1967) – Пас
- Бунтът на Лупе Рейес (1966) – Мария
- Марина Лавайе (1965) – Ана Бетанкур
- Бабите (1965)
- Вечно твоя (1964) – Лаура
- Сан Мартин де Порес (1964) – Ана Веласкес
- Семейство Мяу (1963) – Абеларда
- Тайната (1963) – Беатрис
- Актрисата (1962) - Ампаро
- Близначките (1961)
- Марианела (1961) - Марианела
- Златният човек (1960)
- Любовта беше грехът ѝ (1960)
- Две лица има съдбата (1960)
- Отвъд мъката (1958)

## Награди и номинации
- Награди ACE

| Година | Категория                           | Теленовела           | Резултат |
| ------ | ----------------------------------- | -------------------- | -------- |
| 2013   | Най-добра актриса                   | Смела любов          | Печели   |
| 1982   | Най-добра актриса в поддържаща роля | Момичето от квартала | Печели   |

- Награди Ариел

| Година | Категория                    | Филм                   | Резултат   |
| ------ | ---------------------------- | ---------------------- | ---------- |
| 1956   | Най-добра актриса            | Животът не струва нищо | Номиринара |
| 1955   | Най-добра поддържаща актриса | Съмнението             | Номинирана |

- Награди TVyNovelas

| Година | Категория                            | Теленовела       | Резултат   |
| ------ | ------------------------------------ | ---------------- | ---------- |
| 2011   | Най-добра първа актриса              | Да обичаш отново | Печели     |
| 1986   | Най-добра първа актриса              | Ти или никоя     | Печели     |
| 1983   | Най-добра актриса в отрицателна роля | В края на дъгата | Номинирана |